# Palazzo Comunale (Mirandola)

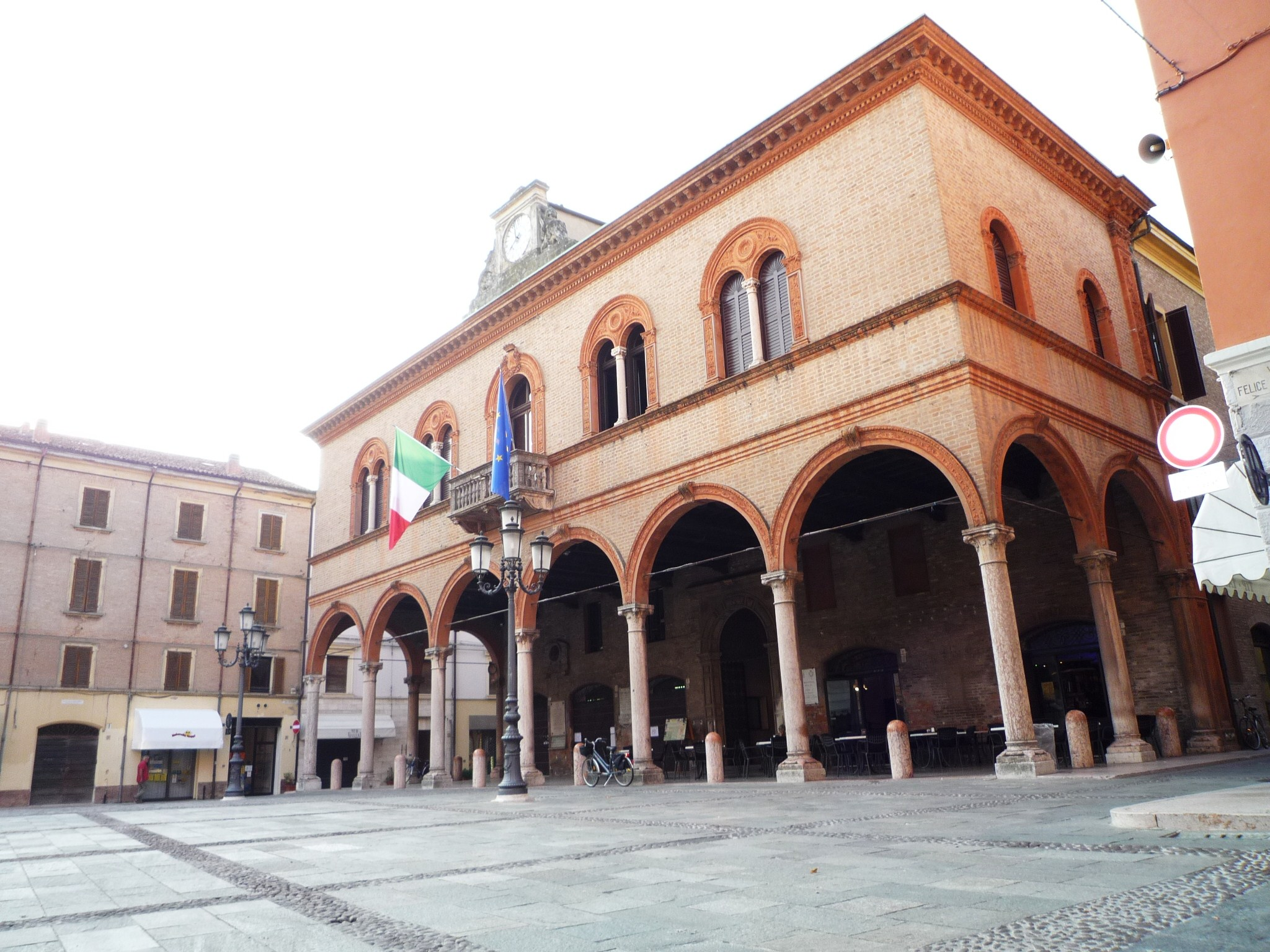
Palazzo Comunale von Mirandola 2010

Der Palazzo Comunale, auch Palazzo Municipale (im örtlichen Dialekt: al palàzz cumunàl ad La Miràndla, oder einfach al Cumùn oder al Munizìpi), ist ein Palast aus dem 15. Jahrhundert im historischen Zentrum von Mirandola in der italienischen Region Emilia-Romagna. Er liegt an der Piazza della Constituente 1 und war bis zum Mai 2012 Sitz der Stadtverwaltung. Er schließt den Hauptplatz nach Süden ab und ist zusammen mit dem Castello del Pico eines der bekanntesten und ikonischen Symbole der Stadt.

## Geschichte

### Ursprünge

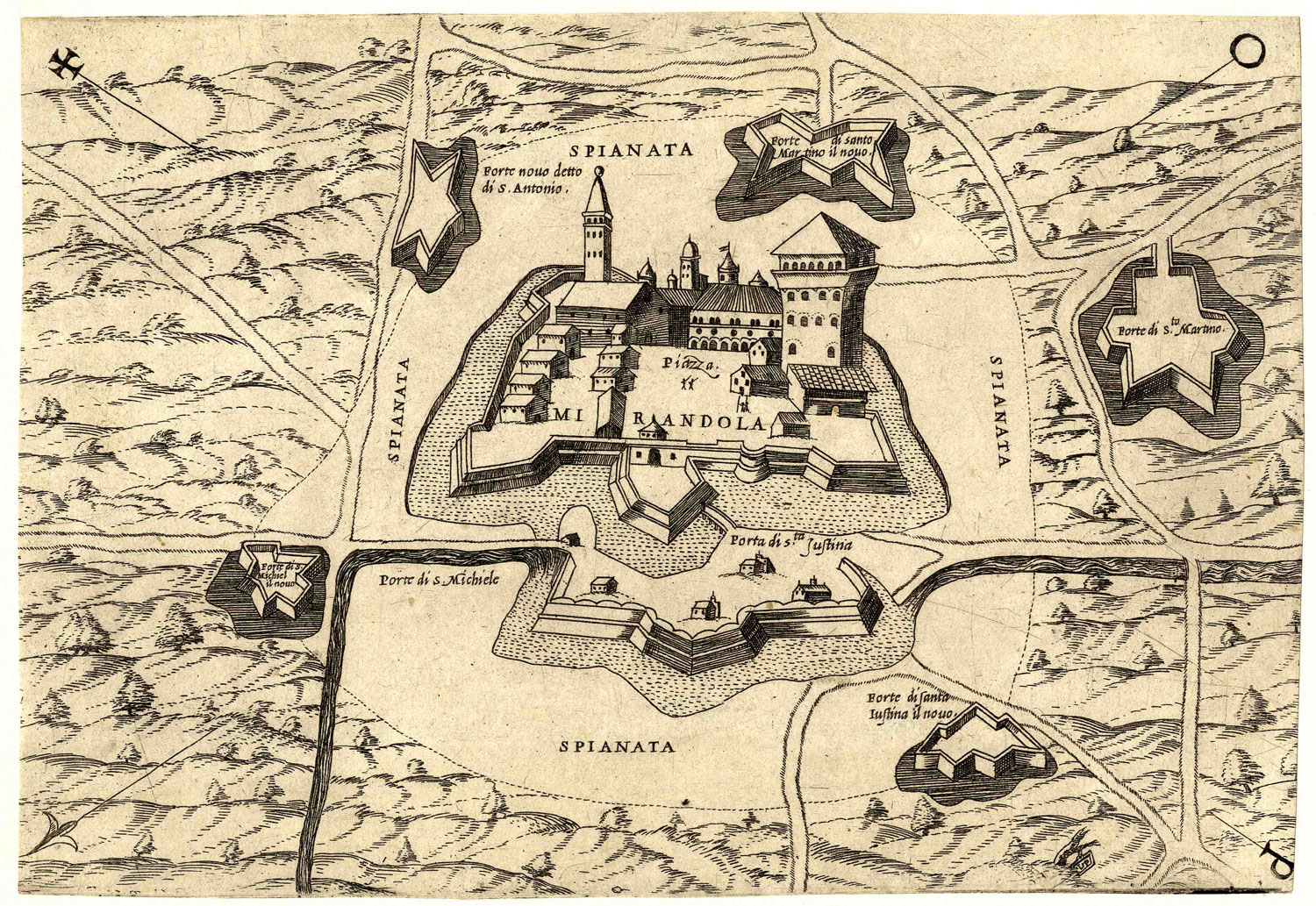
Mirandola um 1550

Die Ursprünge des mittelalterlichen Palastes sind nicht genau bekannt, dennoch ist das Gebäude eines der wichtigsten der gesellschaftspolitisch-wirtschaftlichen Stadtgeschichte; man nimmt an, dass er um die Mitte des 15. Jahrhunderts auf Geheiß von Gianfrancesco I. Pico errichtet wurde, der auch mit der ersten Phase der Stadtentwicklung begann.
In jedem Falle ist es sicher, dass in der Renaissance die Gräfin Giulia Boiardo (Mutter von Giovanni Pico della Mirandola) eine Loggia in dem damals „Palazzo della Mercanzia“ oder „Palazzo della Ragione“ genannten Gebäude bauen ließ. Tatsächlich befindet sich an der Ostfassade des Palastes in der Via Curtatone folgende Inschrift:

„IULIA BOIARDO PICO COM(itissa) MIR(andulæ)
AER(e) PUB(lico) A FUND(amentis) ER(exit)
A(nno) D(omini) MCCCCLXVI“

(dt.: Giulia Boiardo Pico, Contessa di Mirandola
ließ mit öffentlichen Geldern aus den Stiftungen [dies] errichten
im Jahre des Herrn 1468.)

Zum Bau dieser Loggia wurde für jede Biolca Grundbesitz eine Steuer von acht Quattrini erhoben; jedoch wurden für den Fall, dass die Arbeiten weniger kosten würden als kalkuliert, die bezahlten Gelder zurückerstattet.
1514 wurde der Besitz der Stadt nach einem Kampf mit den Brüdern an Gianfrancesco Pico della Mirandola zurückgegeben. Die Zeremonie fand genau unter der Loggia des Palazzo della Ragione statt. 1573 wurde anlässlich eines Streites der Wächter der Erben von Ludovico II. Pico unter der Loggia des Palazzo della Ragione, gegenüber dem Platz, ein Dokument öffentlich verlesen.
Weitere Zeugnisse wurden bis zum 18. Jahrhundert nicht gefunden, wenn auch der Palast auf den topographischen Karten des 16. und 17. Jahrhunderts gut zu erkennen ist.

### 18. Jahrhundert

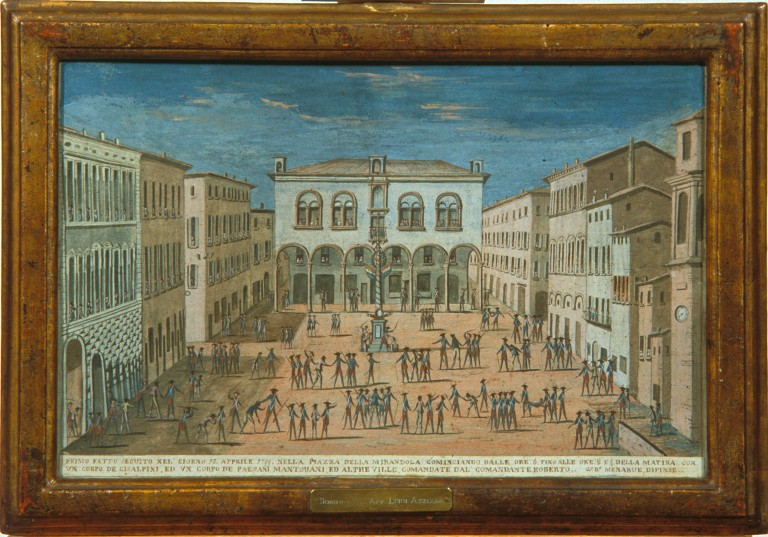
Giovanni Battista Menabue: Rivolta di Mirandola del 1799 (Aquarell auf Papier, 1799)

In den Jahren 1783–1784 wurde der südliche Laubengang an der heutigen Piazza Giuseppe Mazzini zum Zweck der Aufnahme der „Gabella de’ Grani“, also des Getreidemarktes, gebaut.
Am 10. Juli 1798 wurde die Marmorstatue der sogenannten „Madonna del Popolo“ (auch „Madonnina“ genannt), die sich in einer Nische an der Nordfassade befand, von dort entfernt und in den Dom Santa Maria Maggiore verbracht; später wurde die Statue unter dem Tympanon des Oratorio della Beata Vergine della Porta aufgestellt, von wo sie 2012 in Folge des Erdbebens entfernt wurde.
Auf einem Aquarell, das im Museo Civico del Risorgimento in Modena aufbewahrt wird, von Giovanni Battista Menabue geschaffen wurde und ein Scharmützel auf dem Platz in Mirandola am 27. April 1799 zwischen Deutschen, Norditalienern und Mantovanern darstellt, in der Mitte der Fassade des Palastes die Nische, in der die Statue der „Madonnina“ sich befand. Diese Nische wurde im Zuge von Restaurierungsarbeiten 1868 verschlossen.

### 19. Jahrhundert
1837 ließ der Bürgermeister, Graf Felice Ceccopieri, die Uhr vom Torre della Piazza auf das Dach des Palazzo Comunale umbauen, wo sie auf einem einfachen Metallgerüst aufgebaut wurde.
Mitte des 19. Jahrhunderts gaben die Bögen der Fassade nach, was einige Reparaturarbeiten nötig machte, die später zu einer größeren Restaurierung führten, die 1868 unter der Leitung von Bauingenieur Felice Poppi durchgeführt wurde. Diese Reparaturarbeiten waren aber nicht so erfolgreich, sodass sich schon drei Jahre später Trümmer lösten. Die Stadtverwaltung war gezwungen, dringend einzuschreiten und den städtischen Bauingenieur Alberto Vischi zu beauftragen, der sich entschied, die gesamte Fassade abzureißen und neu aufzubauen, wobei er sie mit dekorativer Terrakotta verschönerte. Da es sich um einen sehr kostspieligen Eingriff handelte (die kalkulierten Kosten beliefen sich damals auf 11.000 Lire), verzögerte die Stadtverwaltung den Beginn der Arbeiten um fast 20 Jahre, bis er angesichts der Verschlimmerung der Situation unausweichlich war.

### 20. Jahrhundert

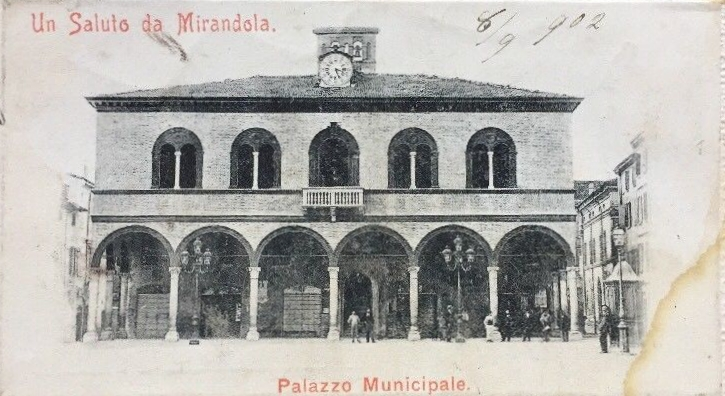
Der Palazzo Comunale auf einer Postkarte von 1902

Am 3. Juni 1901 wurde der Beginn der Arbeiten schließlich freigegeben; sie begannen offiziell am 29. Juni: Die Loggia wurde abgestützt, während die vertikalen Mauern abgerissen und die Mauersteine nach Cividale gebracht wurden, wo sie zum Bau des neuen Bahnhofes an der Strecke Bologna-Verona (eröffnet 1902) wiederverwendet wurden. Am Ende kostete die zwanzigjährige Restaurierung zusammen 18.669 Lire.
In der Zeit des Faschismus wurde in den Jahren 1925–1930 die große Innentreppe aus Marmor errichtet.
Weitere Restaurierungs- und Erhaltungsarbeiten wurden 1968–1970 durchgeführt (Ersatz der Holzbalken durch Stahlbalken). 1978 gab es weitere Arbeiten im obersten Stockwerk. In den folgenden Jahren waren in der ehemaligen Hausmeisterwohnung im Zwischengeschoss zuerst die Registratur und dann technische Büros untergebracht. In den Jahren 1998–1999 folgten weitere Arbeiten zur Anpassung und funktionalen Verbesserung der Räume.

### 21. Jahrhundert

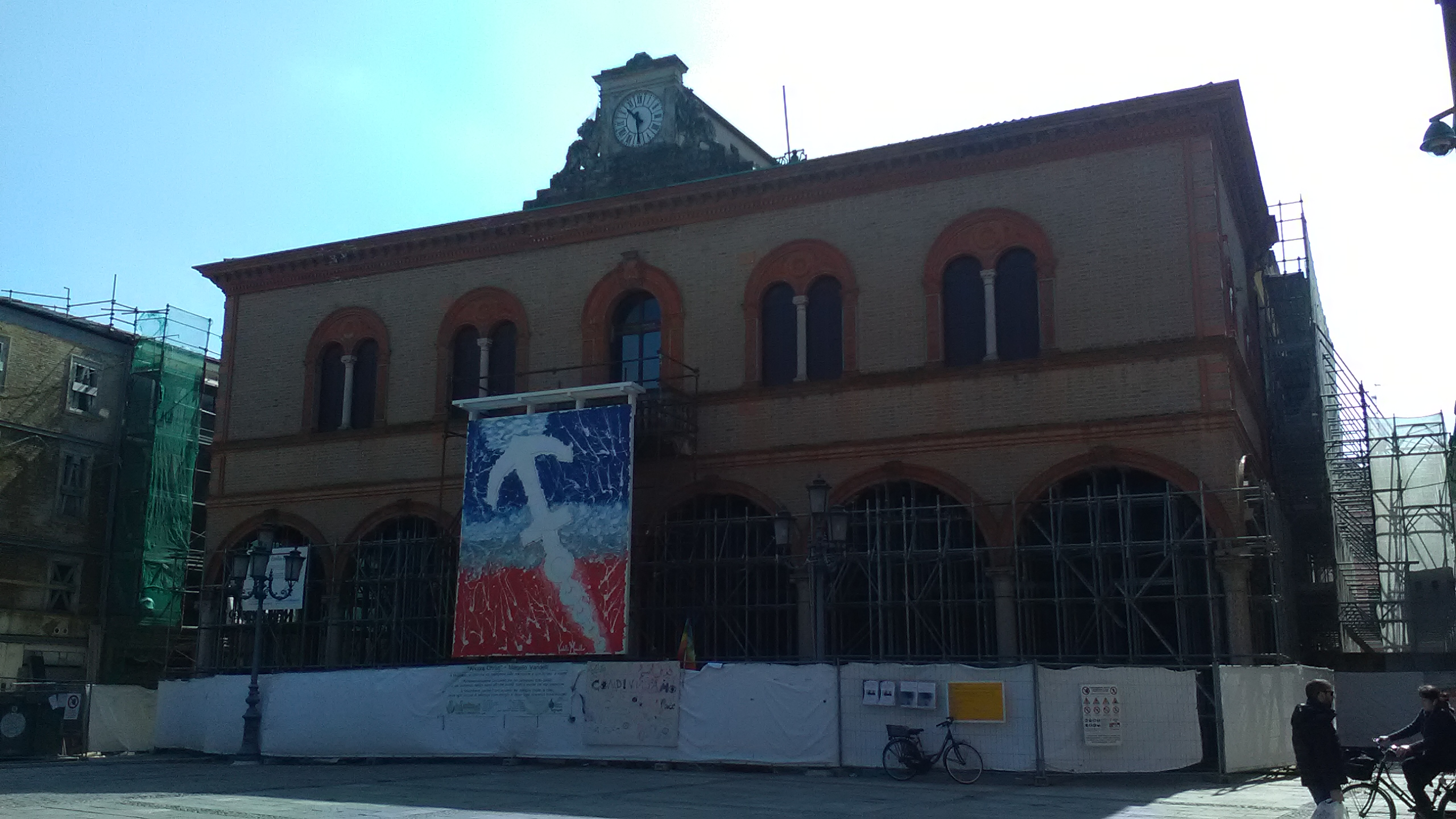
Das Rathaus von Mirandola 2016

In Folge des zerstörerischen Erdbebens in Norditalien 2012 wurde der Palazzo Comunale sehr stark beschädigt, sodass sich die Stadtverwaltung gezwungen sah, für sich einen neuen Sitz in den westlichen Außenbezirken der Stadt zu schaffen.
2013 wurde die Projektierung der Restaurierungsarbeiten für den Palazzo Comunale eingeleitet, für die eine Summe von € 625.038,23 veranschlagt wurde.
Ab dem Mai 2015 wurde an der Nordfassade des Palastes ein Jahr lang das Werk „Ancora Christi“ des Malers Marcello Vandelli aus San Felice sul Panaro als Erinnerung an das Erdbeben und Symbol der Hoffnung ausgestellt.
2017, fünf Jahre nach dem Erdbeben vom Mai 2012, war der Palazzo Comunale immer noch abgestützt und nicht nutzbar und die Restaurierungsarbeiten, deren Kosten auf € 7.450.708,-- geschätzt werden, hatten noch nicht begonnen.

## Beschreibung

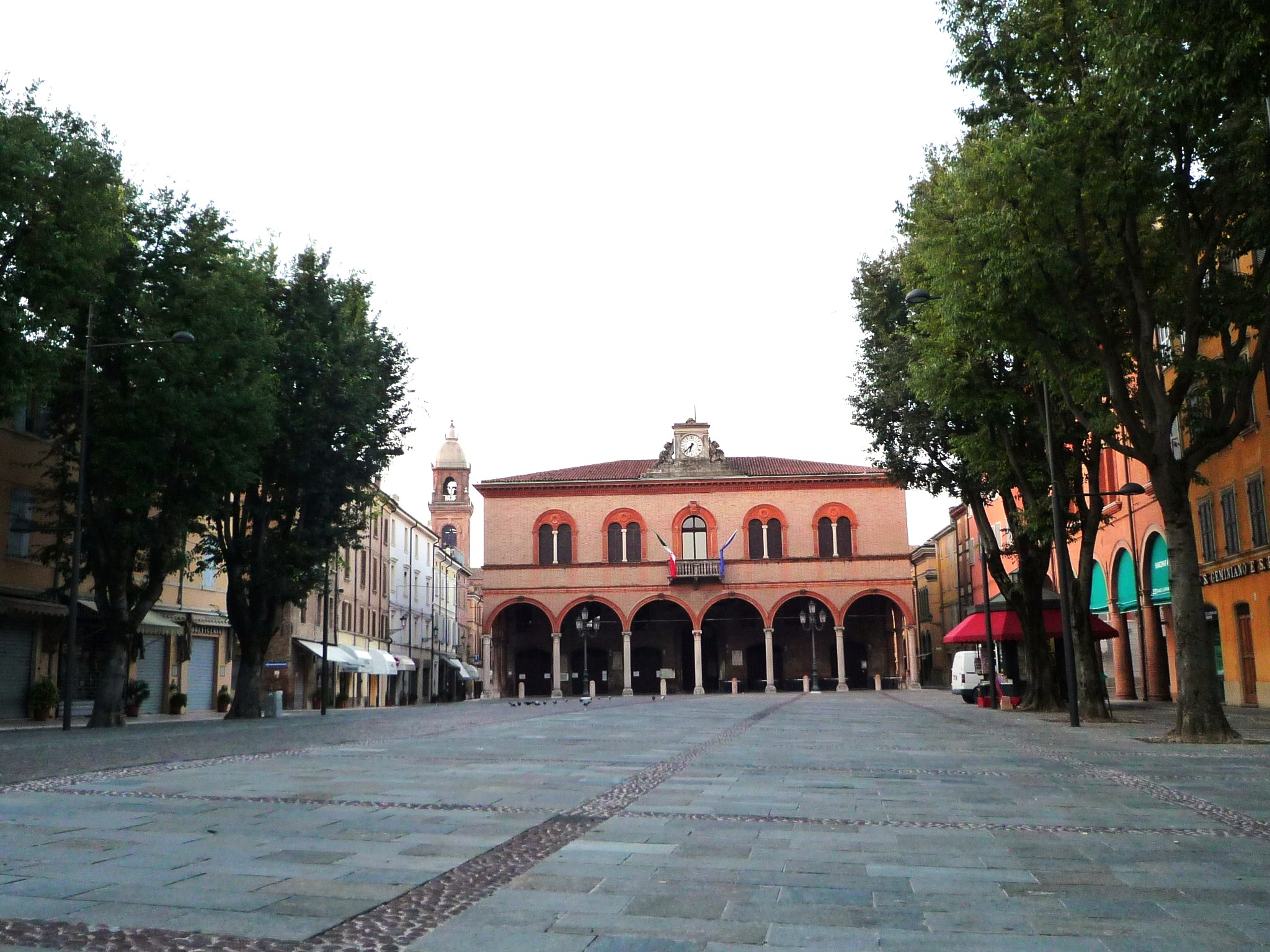
Piazza della Costiuente mit dem Palazzo Comunale im Hintergrund

Der Palast zeigt sich mit einer tragenden Mauerstruktur mit rechteckigem Grundriss, 18 Meter lang und etwa 14 Meter breit. Seine Höhe beträgt 16 Meter und teilt sich auf vier Stockwerke auf (Erdgeschoss, Zwischengeschoss, Obergeschoss und Dachgeschoss).
Das gesamte Gebäude ist optisch vertikal in drei Teile von Osten nach Westen aufgeteilt, entsprechend den drei Bauphasen: Die Renaissance-Loggia, der mittelalterliche Kern in der Mitte und der Laubengang aus dem 18. Jahrhundert im Süden.

### Fassaden

#### Nordfassade (Loggia dei Pico)
Die Fassade, die auch „Loggia dei Pico“ genannt wird, ist der architektonisch interessanteste Teil, da er im Stile der Renaissance gehalten ist. Die Fassade ist nicht perfekt auf dem Platz ausgerichtet, sondern leicht nach links gewandt, sodass man aus den Fenstern der „Sala Grande“ direkt das Castello dei Pico am anderen Ende des Platzes sehen kann.

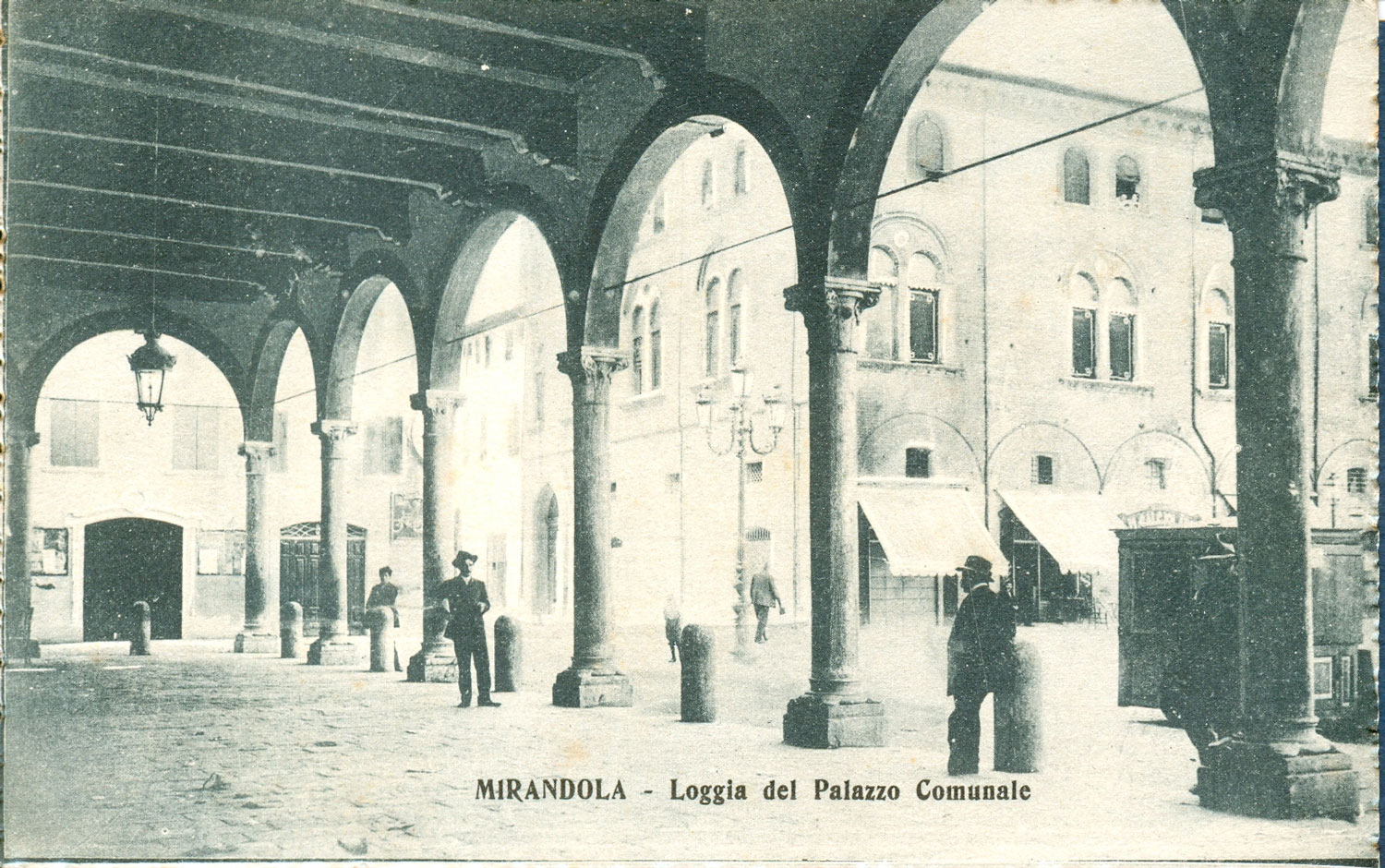
Der Laubengang des Palazzo Comunale

Der untere Teil der Fassade ist mit einem weiteren Laubengang ausgestattet, der elf Säulen in rosafarbenem Marmor aus Verona besitzt, die vorne sechs Rundbögen tragen und zwei in der Tiefe seitlich. Auf der Innenseite einiger Säulen unter dem Laubengang sind als Maßeinheiten des Circondario von Mirandola eingraviert: Pertica, Braccio und Piede (dt.: Barsch, Arm und Fuß), und dazu die Form einer Fliese und eines Ziegels. An der Mauer des Gebäudes gibt es eine Öffnung, verschlossen durch ein schmiedeeisernes Tor, durch die man zur Innentreppe gelangt, die zu den oberen Stockwerken führt; auf beiden Seiten des Tors sind drei, bzw. zwei, Eingangstüren, zu den Büros der Stadtverwaltung und zum Caffè Pico. Es gibt ein marmornes Medaillon mit dem Bildnis des Garibaldi-Gefolgsmanns Francesco Montanari (Kolonel aus Mirandola, der während des Zuges der Tausend umkam) und einige Erinnerungstafeln an Filippo Corridoni (1898), die während der Resistenza im Zweiten Weltkrieg gefallenen Partisanen und den Jahrestag der Stadterhebung (1597–1997).
Der obere Teil der Fassade, die in Sichtmauerwerk gehalten ist, ist mit vier Doppelfenstern mit Säulchen in Marmor und einer Fenstertüre versehen, alle verziert mit Friesen in Terrakotta, die florale und zoomorphe Motive zeigen, ähnlich denen des benachbarten Palazzo Bergomi. Die Doppelfenster, die in den Hohlraum der Wand gleitende Stellläden haben, sind symmetrisch und in Achse mit den Säulen des darunter liegenden Laubenganges angeordnet. Der Fassadenteil in Mauerwerk ist unten mit einem doppelten Gesims und oben mit einer Traufe begrenzt, beide in Terrakotta. Die gesamte Anordnung macht den Anblick der Fassade harmonisch, in deren Zentrum sich ein Marmorbalkon befindet, über dem das Stadtwappen von Mirandola angebracht ist.
Von der Basis des Palastes geht ein langer Liston (dt.: Pflasterstreifen; 242 Meter lang, 4 Meter breit) aus, der mit Porphyrwürfeln im Bolognino-Stil gepflastert wurde und längs die gesamte Piazza della Costituente bis zum Oratorio della Madonnina durchquert. Der Gang entlang des Listons, hin und her über den Platz, ist ein traditioneller Brauch der Bürger von Mirandola.

#### Uhr

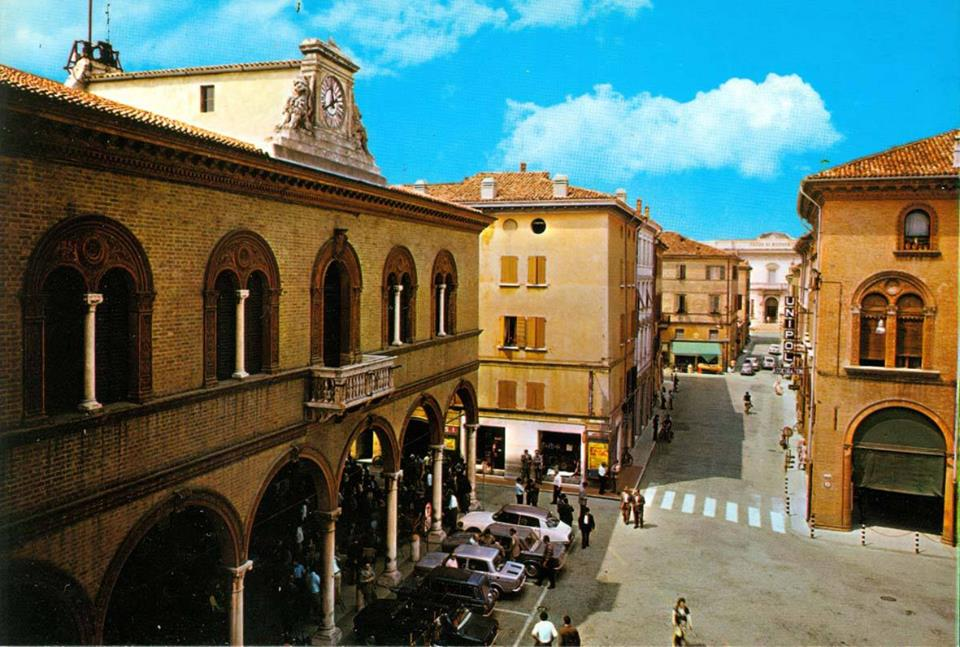
Die Uhr und die beiden Glocken

1836 wurde die „Gabella de' Birri“ abgerissen und an ihrer Stelle eine Anlage gebaut, die den Blick auf den alten Torre di Piazza (auch „Torre delle Ore“ genannt und 1888 abgerissen) verdeckte.
Der Bürgermeister von Mirandola, Graf Felice Ceccopieri, entschied sich also 1837, die Uhr auf das Dach des Palazzo Comunale setzen zu lassen, nachdem die Größe des Zifferblattes verändert wurde; sie wurde auf einem einfachen Metallrahmen bündig mit der Fassade installiert. Während der Restaurierungsarbeiten Anfang des 20. Jahrhunderts wurde entschieden, eine Uhrenfront aus Stein mit einem neuen Zifferblatt aus Glas, geteilt in 12 Dreiecke mit schwarz-roten Ziffern und nächtlicher Gasbeleuchtung zu bauen. Das neue Zifferblatt, das 1905 installiert wurde, war aber seither nicht sonderlich beliebt, weil man auf dem transparenten Blatt die Zeiger, die sich zwischen den Ziffern verloren, bei Nacht nicht gut erkennen konnte; deshalb war es notwendig, das Zifferblatt aus Glas gegen das heutige auszutauschen.
Das Zifferblatt der Uhr in Milchglas mit römischen Ziffern und nachts beleuchtet ist in einen quadratischen Rahmen aus Pietra Gallina (Kalktuff aus Verona), der auf den Seiten von zwei behauenen Greifen gestützt wird. Auf der Rückseite der Uhr gibt es eine Mauer, die in dem Turm endet, in dem die beiden Glocken untergebracht sind: Die eine dient zum Schlagen der Stunden, wogegen die andere Glocke (die heute die Viertelstunden anzeigt) ursprünglich installiert wurde, um den Bürgern den Anschlag neuer, wichtiger Bekanntmachungen an der prätorischen Anschlagtafel durch die Stadtverwaltung anzuzeigen.
Am Vormittag des 29. Mai 2012 blieb die Uhr über dem Platz um 9:05 Uhr stehen, in dem Moment, in dem der zweite große Erdstoß (Magnitude 5,8) des Erdbebens in Norditalien kam. Die Zeiger der Uhr standen zwei Jahre lang still, bis die Uhr am 20. Mai 2014, dem zweiten Jahrestag des Erdbebens, symbolisch wieder in Gang gesetzt wurde.

#### Südfassade

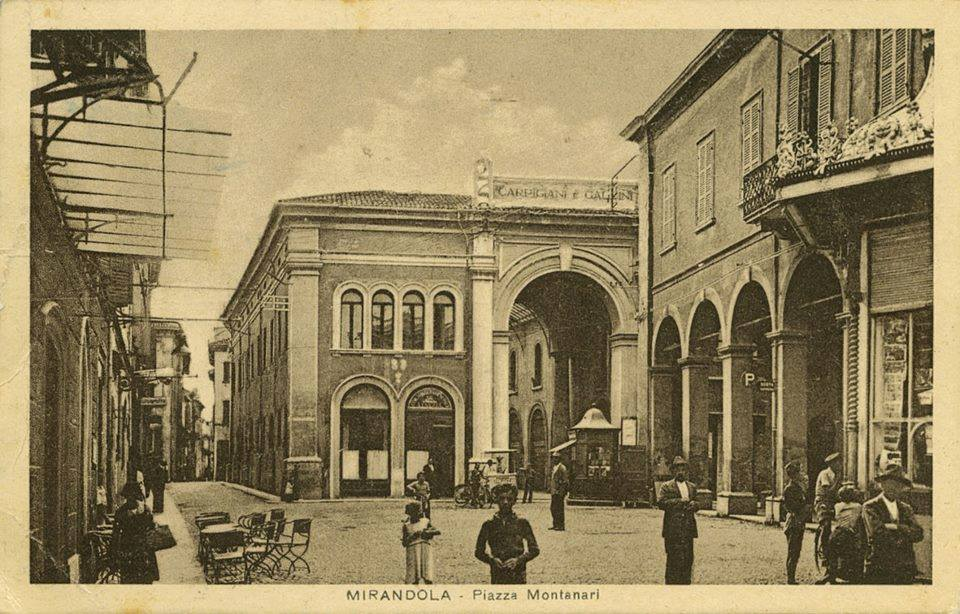
Südfassade

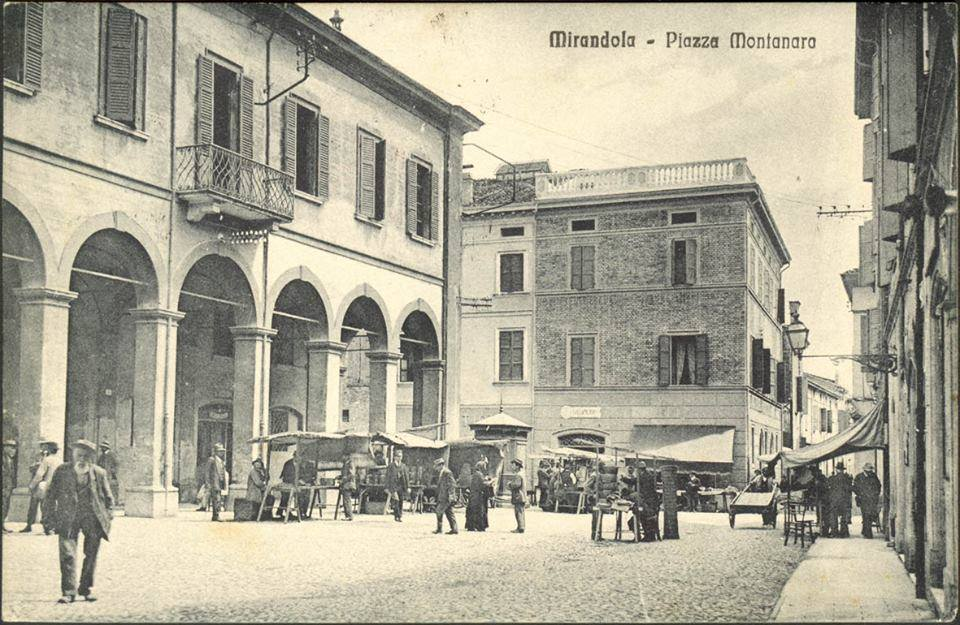
Die Südfassade vor dem Einbau des Zeitungskiosks (1930)

Die Südfassade wurde von September 1783 bis 1784 von Angelo Scarabelli Pedoca in einfacher Manier geschaffen, als man beschloss, die Wohnhäuser, die sich an den Palazzo Comunale anlehnten, mit dem Ziel abzureißen, den „Gabella de’ Grani“ zu schaffen.
Die Fassade zeigt sich heute im Wesentlichen identisch mit dem Original aus dem 18. Jahrhundert mit sieben großen Rundbögen vorne plus zwei seitlich, gestützt von quadratischen Säulen aus Mauerziegeln.
Im Erdgeschoss gibt es ein großes Tor, durch das man in einen Korridor gelangt, der mit dem Eingang auf der anderen Gebäudeseite verbindet und mit einer Treppe, die zum Zwischengeschoss und zur horizontalen Ebene führt, die in der Mitte der des ersten Treppenzuges liegt.
Im Hauptgeschoss gibt es sechs rechteckige Fenster und eine Fenstertür, durch die man auf eine kleine Terrasse mit gusseisernem Geländer gelangt.
Anfangs (1786) wurde der neue Anbau einfach „Piazzetta Nuova“ genannt, wogegen er 1865 in „Piazza Montanara“ umgetauft wurde, in Erinnerung an die berühmte Schlacht bei Montanara am 29. Mai 1848 während des ersten italienischen Unabhängigkeitskrieges.
Im Jahre 1930 oder 1931 wurde an der Südostecke des Palastes das große Zeitungskiosk aufgebaut, das am 23. Juni 1906 im Stil der Belle Époque aus Schmiedeeisen und Glas gebaut und ursprünglich in Modena, erst an der Piazza Grande (zwischen der Apsis der Kathedrale von Modena und der Preda Ringadora) und dann an der ‚‘Piazza Alessandro Tassoni‘‘ aufgestellt worden war.
Seit 6. Oktober 1945 bis heute ist die Piazzetta dagegen nach Giuseppe Mazzini benannt.

### Innenräume

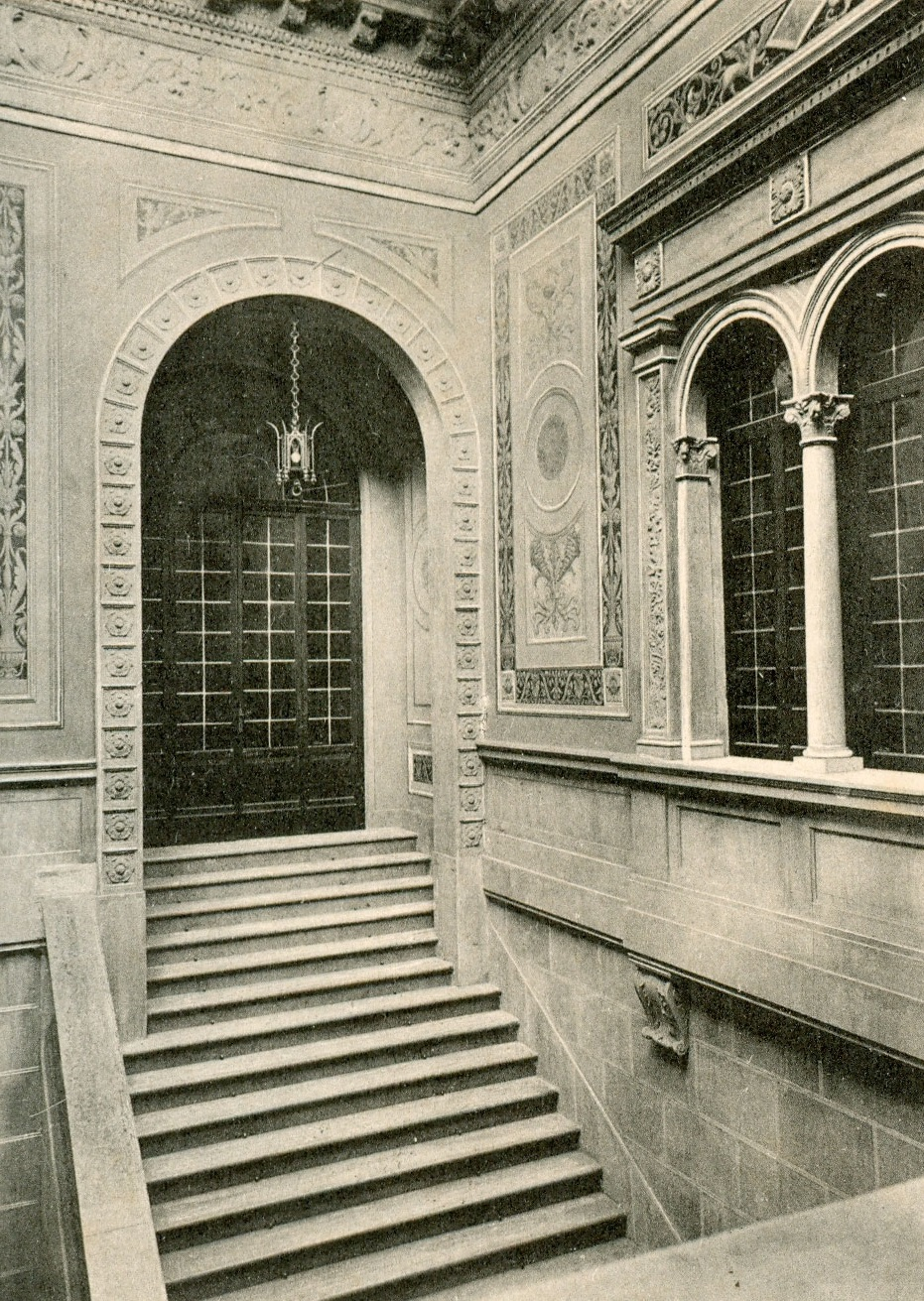
Die eklektische Treppe (1928–1929)

#### Treppe
In der Zeit des Faschismus machte die Ausweitung der Funktionen der Stadtverwaltung eine weitläufige Verteilung der Amtsräume nötig und so wurde in den Jahren 1925–1930 entschieden, zahlreiche Verbesserungsarbeiten durchführen zu lassen. Insbesondere begannen im Innenhof des Palastes am 13. Dezember 1928 die Arbeiten zum Bau einer imposanten, weißen Monumentaltreppe aus Marmor in eklektischem Stil, die vom Architekten Mario Guerzoni projektiert wurde.
Die Pseudo-Renaissance-Dekorationen der Treppe sind von denen des Palazzo Stanga in Cremona inspiriert.
Der Innenhof und die Treppe wurden auch mit einer Abdeckung aus Eisen und gelbem und blauem Glas (offizielle Farben von Mirandola) versehen.
Die Arbeiten wurden am 3. Oktober 1929 abgeschlossen und die Gesamtkosten betrugen 368.351,60 Lire.

#### Gelber Saal
Der gelbe Saal, der wegen der Farbe seiner Wände so genannt wird, liegt auf der Westseite zum Vicolo del Palazzo hin und ist auf der einen Seite mit dem großen Saal und auf der anderen Seite mit dem Bürgermeisterbüro verbunden.
In diesem Saal traf sich bis 2012 der Stadtrat und er wurde für kleine Veranstaltung und Treffen genutzt, die nicht notwendigerweise den weitläufigeren großen Saal benötigten.

#### Großer Saal
Der große Saal ist – wie der Name schon sagt – der größte Raum im ganzen Palast und liegt über der Loggia dei Pico.
Er entstand bei den Arbeiten 1928–1929, als die Mauern eingerissen wurden, die drei unterschiedliche Räume abteilten. Den Saal schmückt eine elegante, hölzerne Kassettendecke mit Intarsien, von der schmiedeeiserne Lampen hängen.
Bis zur Wiedereröffnung der Burg und des Stadtmuseums waren dort die Quadratursammlung der Familie Pico und andere Gemälde aus Kirchen in Mirandola ausgestellt. In diesem Saal hing auch das Großgemälde (4,5 Meter × 2,5 Meter) des neapolitanischen Malers Raffaelo Tancredi, auf dem Papst Julius II. während der Belagerung von Mirandola 1510–1511 dargestellt ist. Am 27. Juli 2012 holten Feuerwehrleute einige Gemälde aus dem großen Saal, darunter La caduta di San Paolo von Sante Peranda, L’adorazione dei magi von Jacopo Palma dem Jüngeren und Sant’Agata von Pietro Faccini; die geretteten Kunstwerke wurden später in ein Restaurierungszentrum gebracht, das im Palazzo Ducale in Sassuolo eingerichtet worden war.
Vor dem Erdbeben diente der große Saal als Repräsentationssaal, zur Durchführung der Stadtratssitzungen und für Hochzeiten, Veranstaltungen und Konferenzen. Im Monat November traf der Bürgermeister während des Franciacorta-Volksfestes die Fürsten mit dem Gefolge der Botschafter, Adligen und Nobelleuten des folkloristischen Principato di Franciacorta, die kamen, um die diplomatischen Beziehungen in der Folge der Unabhängigkeit des östlichen Viertels des historischen Zentrums aufzubauen, das traditionell während der drei Tage der Veranstaltung erklärt wurde. Der Hof der Adligen wird jedoch genutzt, um sich bankrott zu erklären und sich pünktlich im folgenden Jahr wieder vorzustellen. Beim Karneval zum Platz hin werden Reden von verschiedenen Persönlichkeiten gehalten, darunter die Masken von Sandrone aus Modena mit der der Familie Pavironica.

## Neues Rathaus
Nach dem Erdbeben in Norditalien 2012 war der historische Palast an der Piazza della Costituente sehr schwer beschädigt und 2017 immer noch nicht nutzbar; es war noch nicht einmal mit den Restaurierungsarbeiten begonnen worden.
Bis zur Wiederherstellung der historischen Stätte und mit dem Ziel, die Verwaltungsaktivitäten nicht zu unterbrechen, wurde nach einer ersten, notfallmäßigen Unterbringung der städtischen Ämter in Modulcontainern am 21. September 2013 das neue Rathaus von Mirandola eingeweiht, das in den westlichen Vororten der Stadt, in der Via Giovanni Giolitti 22, liegt.
Das neue Gebäude in Stahlbeton, das € 5.000.000,-- kostete, hat eine Gesamtfläche von 3800 m² und 114 Büroräume, in denen etwa 220 Mitarbeiter untergebracht sind; es wurde in 6 Monaten projektiert und fertiggestellt, wovon 137 Tage für die eigentlichen Bauarbeiten benötigt wurden.
Darüber hinaus sind noch weitere Projekte zur Restaurierung verschiedener großer, öffentlicher Paläste im historischen Zentrum von Mirandola in Planung, die beim Erdbeben von 2012 beschädigt wurden und in denen sich städtischen Ämter befinden, darunter auch der Palazzo della Milizia. Allerdings war im April 2017 noch mit keiner dieser Restaurierungsarbeiten begonnen worden.